# Xiao'er Kule
Xiao'er Kule (kinesiska: 硝尔库勒) är en sjö i Kina. Den ligger i den autonoma regionen Xinjiang, i den nordvästra delen av landet, omkring 950 kilometer sydväst om regionhuvudstaden Ürümqi. Xiao'er Kule ligger 4 475 meter över havet. Arean är 5,5 kvadratkilometer. Trakten runt Xiao'er Kule är ofruktbar med lite eller ingen växtlighet. Den sträcker sig 4,5 kilometer i nord-sydlig riktning, och 2,8 kilometer i öst-västlig riktning.
Genomsnittlig årsnederbörd är 105 millimeter. Den regnigaste månaden är juni, med i genomsnitt 22 mm nederbörd, och den torraste är november, med 1 mm nederbörd.